# Princeton-by-the-Sea
Princeton-by-the-Sea es un área no incorporada ubicada en el condado de San Mateo en el estado estadounidense de California. La localidad se encuentra ubicada dentro de Half Moon Bay al noroeste de El Granada.

## Geografía
Princeton-by-the-Sea se encuentra ubicada en las coordenadas 37°30′N 122°29′O / 37.500, -122.483.